# Ше (Јон)
Ше (фр. Chéu) насеље је и општина у источном делу централне Француске у региону Бургоња, у департману Јон која припада префектури Осер.
По подацима из 2011. године у општини је живело 541 становника, а густина насељености је износила 71,09 становника/km². Општина се простире на површини од 7,61 km². Налази се на средњој надморској висини од 107 метара (максималној 120 m, а минималној 100 m).

## Демографија
| 1962. | 1968. | 1975. | 1982. | 1990. | 1999. | 2011. |
| ----- | ----- | ----- | ----- | ----- | ----- | ----- |
| 430   | 436   | 540   | 496   | 506   | 439   | 541   |

График промене броја становника у току последњих година